# Francis Marindin
Francis Marindin (Dorset/Weymouth, 1838. május 1. – London,  1900. április 21.) angol nemzetközi labdarúgó-játékvezető. Polgári foglalkozása, az angol hadseregben utász őrnagy (tiszteletbeli ezredes).

## Pályafutása
A Royal Military Academy elvégzését követően a Royal Engineers tagjaként 1854–1856 között harcolt a krími háborúban. 1874–1879 között az angol Board of Trade Vasúti Felügyelőség műszaki vezetője a vasúti biztonság fejlesztője, több fontos vasúti reform kezdeményezője.
Segítette London új világítási rendszerének kialakítását. Korabeli tevékenységével hozzájárult az angol labdarúgás fejlesztéséhez. A közszolgálatban végzett tevékenységének elismeréseként 1897-ben lovaggá ütötték. 1874–1879 között az Angol labdarúgó-szövetség (The Football Association) elnöke.

### Nemzeti játékvezetés
1879-ben a hadseregből visszavonulva játékvezetőként tevékenykedett. Úgy tartották, hogy egy kiemelkedő játékvezetők, aki igazán ismeri a szabályokat. Széles körben egyszerűen The Major néven említették. Válogatott mérkőzéseinek száma: 2.

#### Nemzeti kupamérkőzések
Vezetett kupadöntők száma: 9 (+1 megismételt).

##### FA-kupa

###### Csapattal
Aktív közreműködésével 1869-ben alapított Royal Engineers labdarúgó csapatával három FA-kupa döntőben szerepelt. 1872-ben a Wanderers FC, 1874-ben az Oxford University AFC mögött ezüstérmesek lettel. 1875-ben sikerrel vették az akadályt, a megismételt döntőn nyújtott teljesítménnyel megnyerték a FA-kupát. 1872-ben csapata hátvéd, csapatkapitány tagjaként maga is játszott a vesztes döntőben.
| Időpont           | Helyszín                      | Mérkőzés típusa   | Mérkőzés                            | Eredmény | Nézők száma |
| ----------------- | ----------------------------- | ----------------- | ----------------------------------- | -------- | ----------- |
| 1875. március 13. | Marcel Saupin Stadion, London | döntő             | Royal Engineers AFC–Old Etonians FC | 1 – 1    | 3000        |
| 1875. március 16. | Marcel Saupin Stadion, London | megismételt döntő | Royal Engineers AFC–Old Etonians FC | 2 – 0    | 3000        |

###### Játékvezetőként
1886-ban a megismételt döntő helyszíne első alkalommal nem London volt, hanem Derbyshire County Cricket Club lóversenypályán lett kialakítva a labdarúgó játéktér. A nézősereg betört a pályára, a biztonságot felügyelő katonáknak kellett megtisztítani a területet.
| Időpont           | Helyszín                             | Mérkőzés típusa   | Mérkőzés                                        | Eredmény | Nézők száma |
| ----------------- | ------------------------------------ | ----------------- | ----------------------------------------------- | -------- | ----------- |
| 1880. április 10. | Kensington Oval Stadion, London      | döntő             | Clapham Rovers FC–Oxford University AFC         | 1 – 0    | 6000        |
| 1883. március 31. | Kensington Oval Stadion, London      | döntő             | Blackburn Olympic–Old Etonians FC               | 2 – 1    | 8000        |
| 1884. március 29. | Kensington Oval Stadion, London      | döntő             | Blackburn Rovers FC–Queen's Park FC             | 2 – 1    | 12 000      |
| 1885. április 4.  | Kensington Oval Stadion, London      | döntő             | Blackburn Rovers FC– Queen's Park FC            | 2 – 0    | 12 500      |
| 1886. április 3.  | Kensington Oval Stadion, London      | döntő             | Blackburn Rovers FC–West Bromwich Albion FC     | 0 – 0    | 15 000      |
| 1886. április 10. | County Cricket Ground Stadion, Derby | megismételt döntő | Blackburn Rovers FC–West Bromwich Albion FC     | 2 – 0    | 12 000      |
| 1887. április 2.  | Kensington Oval Stadion, London      | döntő             | Aston Villa FC–West Bromwich Albion FC          | 1 – 1    | 15 500      |
| 1888. március 24. | Kensington Oval Stadion, London      | döntő             | West Bromwich Albion FC–Preston North End FC    | 2 – 1    | 19 000      |
| 1889. március 30. | Kensington Oval Stadion, London      | döntő             | Preston North End FC–Wolverhampton Wanderers FC | 3 – 0    | 27 000      |
| 1890. március 29. | Kensington Oval Stadion, London      | döntő             | Blackburn Rovers FC–Sheffield Wednesday FC      | 6 – 1    | 20 000      |